# Atletismo nos Jogos Paralímpicos de Verão de 2008
O Atletismo dos Jogos Paraolímpicos de Verão de 2008 será disputado entre 8 de setembro e 17 de setembro. As competições serão realizadas no Estádio Nacional de Pequim, em Pequim, na China.

## Calendário
| Setembro  | 6 | 7 | 8  | 9  | 10 | 11 | 12 | 13 | 14 | 15 | 16 | 17 |
| --------- | - | - | -- | -- | -- | -- | -- | -- | -- | -- | -- | -- |
| Atletismo |   |   | 10 | 20 | 17 | 10 | 16 | 20 | 18 | 19 | 25 | 5  |

|  | Dia de competição |  | Dia de final |

## Eventos

### Pista
As provas de pista do atletismo paraolímpico são divididas em provas rasas (100m, 200m e 400m), meio-fundo (800m e 1500m) e fundo (5000m e 10000m) e revezamentos (4x100m e 4x400m).

### Estrada
As provas de estrada são Maratona para os homens e mulheres.

### Campo
As provas de campo são: salto em distância, salto triplo, salto em altura arremesso de peso, arremesso de disco, lançamento de dardo e arremesso de martelo (todas com provas para homens e para mulheres)

### Combinadas
Uma prova combinada é disputada nos Jogos: para os homens, o Heptatlo (que reúne 100m com barreiras, salto em altura, arremesse de peso, 200m, salto em distância, lançamento de dardo e 800m).

## Qualificação

### Classe funcional
A classe funcional do atleta após a classificação é importante pois permite competir numa situação justa. Nos Jogos Paraolímpicos de Verão de 2008 a modalidade foi dividida em seis classes de portadores de necessidades: um para diferentes níveis de deficiência visual (11 a 13), um para atletas com deficiência intelectual (20), um para diferentes níveis de paralisia cerebral (cadeirantes e ambulantes) (31 - 38), um que abrangem atletas ambulantes com diferentes níveis de amputação ou outras deficiências (41 - 46) e a última classe que abrange atletas cadeirantes com diferentes níveis de lesão medular e amputações (51 - 58). Alguns competem em cadeira de rodas, outros com próteses e com deficiência visual total ou parcial participam com um guia vidente.

## Medalhistas
| Ordem | País                   | Medalha de ouro | Medalha de prata | Medalha de bronze |     |
| ----- | ---------------------- | --------------- | ---------------- | ----------------- | --- |
| 1     | China (CHN)            | 31              | 28               | 18                | 77  |
| 2     | Austrália (AUS)        | 10              | 9                | 7                 | 26  |
| 3     | África do Sul (RSA)    | 10              | 2                | 4                 | 16  |
| 4     | Canadá (CAN)           | 10              | 1                | 8                 | 19  |
| 5     | Estados Unidos (USA)   | 9               | 14               | 5                 | 28  |
| 6     | Tunísia (TUN)          | 9               | 9                | 3                 | 21  |
| 7     | Ucrânia (UKR)          | 9               | 7                | 8                 | 24  |
| 8     | Alemanha (GER)         | 5               | 9                | 7                 | 21  |
| 9     | Quênia (KEN)           | 5               | 3                | 1                 | 9   |
| 10    | Brasil (BRA)           | 4               | 4                | 7                 | 15  |
| 11    | Cuba (CUB)             | 4               | 3                | 4                 | 11  |
| 12    | Marrocos (MAR)         | 4               | 1                | 3                 | 7   |
| 13    | Rússia (RUS)           | 3               | 7                | 6                 | 16  |
| 14    | França (FRA)           | 3               | 5                | 6                 | 14  |
| 15    | México (MEX)           | 3               | 1                | 3                 | 7   |
| 16    | Croácia (CRO)          | 3               | 1                | 0                 | 4   |
| 17    | Irlanda (IRL)          | 3               | 0                | 0                 | 3   |
| 18    | Grã-Bretanha (GBR)     | 2               | 7                | 8                 | 17  |
| 19    | Japão (JPN)            | 2               | 7                | 3                 | 12  |
| 20    | Argélia (ALG)          | 2               | 3                | 7                 | 12  |
| 21    | Irã (IRI)              | 2               | 3                | 1                 | 6   |
| 22    | Finlândia (FIN)        | 2               | 1                | 1                 | 4   |
| 23    | Áustria (AUT)          | 2               | 1                | 0                 | 3   |
| 24    | Nigéria (NGR)          | 2               | 1                | 0                 | 3   |
| 25    | Tailândia (THA)        | 2               | 5                | 4                 | 11  |
| 26    | Polônia (POL)          | 2               | 4                | 6                 | 12  |
| 27    | Grécia (GRE)           | 1               | 2                | 7                 | 10  |
| 28    | Suíça (SUI)            | 1               | 2                | 5                 | 8   |
| 29    | Bielorrússia (BLR)     | 1               | 2                | 0                 | 3   |
| 29    | Letônia (LAT)          | 1               | 2                | 0                 | 3   |
| 29    | Países Baixos (NED)    | 1               | 2                | 0                 | 3   |
| 32    | Espanha (ESP)          | 1               | 1                | 5                 | 4   |
| 33    | Azerbaijão (AZE)       | 1               | 1                | 4                 | 6   |
| 34    | Dinamarca (DEN)        | 1               | 1                | 0                 | 2   |
| 34    | Arábia Saudita (KSA)   | 1               | 1                | 0                 | 2   |
| 35    | Chéquia (CZE)          | 1               | 0                | 8                 | 9   |
| 36    | Coreia do Sul (KOR)    | 1               | 0                | 3                 | 4   |
| 37    | Hong Kong (HKG)        | 1               | 0                | 1                 | 2   |
| 38    | Angola (ANG)           | 0               | 3                | 0                 | 3   |
| 39    | Chipre (CYP)           | 0               | 2                | 0                 | 2   |
| 40    | Argentina (ARG)        | 0               | 1                | 1                 | 1   |
| 40    | Bulgária (BUL)         | 0               | 1                | 1                 | 1   |
| 40    | Egito (EGY)            | 0               | 1                | 1                 | 1   |
| 40    | Venezuela (VEN)        | 0               | 1                | 1                 | 1   |
| 45    | Colômbia (COL)         | 0               | 1                | 0                 | 1   |
| 45    | Jordânia (JOR)         | 0               | 1                | 0                 | 1   |
| 45    | Lituânia (LTU)         | 0               | 1                | 0                 | 1   |
| 45    | Nova Zelândia (NZL)    | 0               | 1                | 0                 | 1   |
| 45    | Paquistão (PAK)        | 0               | 1                | 0                 | 1   |
| 45    | Papua-Nova Guiné (PNG) | 0               | 1                | 0                 | 1   |
| 45    | Portugal (POR)         | 0               | 1                | 0                 | 1   |
| 45    | Eslovênia (SLO)        | 0               | 1                | 0                 | 1   |
| 45    | Sérvia (SRB)           | 0               | 1                | 0                 | 1   |
| 54    | Itália (ITA)           | 0               | 0                | 1                 | 1   |
| 54    | Jamaica (JAM)          | 0               | 0                | 1                 | 1   |
| 54    | Namíbia (NAM)          | 0               | 0                | 1                 | 1   |
| Total | Total                  | 160             | 160              | 160               | 480 |